# Hipparchia tigridia
Hipparchia tigridia är en fjärilsart som beskrevs av Ramon Agenjo Cecilia 1969. Hipparchia tigridia ingår i släktet Hipparchia och familjen praktfjärilar. Inga underarter finns listade i Catalogue of Life.